# Alternierende Sechsstufigkeit

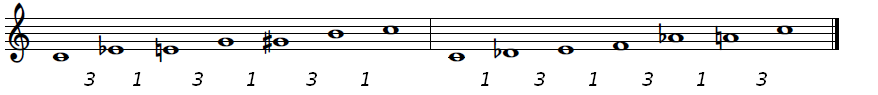
Zwei Varianten der alternierenden Sechsstufigkeit auf C (angegeben ist jeweils die Größe der Intervalle in Halbtönen)

Bei der alternierenden Sechsstufigkeit handelt es sich um hexatonische Skalen, bei denen die Töne abwechselnd ("alternierend") drei Halbtonschritte (d. h. eine kleine Terz) und einen Halbtonschritt (eine kleine Sekunde) auseinanderliegen. Jedes der beiden Intervalle kann dabei als Startintervall dienen (vgl. Abbildung).
Eine weitere Interpretationsmöglichkeit liegt darin, dass der Tonvorrat aus zwei übermäßigen Dreiklängen besteht, die sich um eine kleine Terz voneinander unterscheiden, weshalb sich auch die Bezeichnung Augmented Scale (übermäßige Skala) eingebürgert hat.
Die beiden möglichen alternierenden sechsstufigen Skalen auf einem Grundton besitzen jeweils eine Quintenbreite von 10 und einen Tritonusgehalt von 0.
Der Skalentyp kommt in der klassischen Musik vergleichsweise selten vor, lässt sich aber vereinzelt z. B. in Werken von Franz Liszt, Maurice Ravel oder César Franck finden.